# أوليفيا بوكلاند
أوليفيا بوكلاند (بالإنجليزية: Olivia Buckland)‏ هي عارضة وممثلة بريطانية، ولدت في 3 يناير 1994.